# Kerugoya
Kerugoya – miasto w Kenii, w hrabstwie Kirinyaga. W 2019 liczyło 30 tys. mieszkańców. Leży 8 km na północny zachód od stolicy hrabstwa Kutus.